# Championnat du Japon de football 1979
Le Championnat du Japon de football 1979 est la quinzième édition de la Japan Soccer League. 
En cas d'égalité à l'issue des 90 minutes de jeu, une séance de tirs au but a lieu pour départager les équipes. L'équipe qui s'impose aux tirs au but marque deux points et la perdante conserve le point du match nul. La victoire obtenue en 90 minutes vaut 4 points et une défaite ne rapporte aucun point.

## Classement de la première division
| Pos | Club              | Pts | J  | V  | T.a.b (V) | T.a.b (D) | D  | Bp | Bc | Diff | Note                               |
| 1   | Fujita Industries | 53  | 18 | 12 | 1         | 3         | 2  | 36 | 15 | +21  | Champion                           |
| 2   | Yomiuri           | 44  | 18 | 10 | 0         | 4         | 4  | 48 | 26 | +22  |                                    |
| 3   | Hitachi           | 44  | 18 | 8  | 5         | 2         | 3  | 23 | 18 | +5   |                                    |
| 4   | Yanmar Diesel     | 40  | 18 | 9  | 1         | 2         | 6  | 28 | 21 | +7   |                                    |
| 5   | Furukawa Electric | 40  | 18 | 7  | 5         | 2         | 4  | 28 | 22 | +6   |                                    |
| 6   | Toyo Industries   | 33  | 18 | 5  | 4         | 5         | 4  | 20 | 19 | +1   |                                    |
| 7   | Mitsubishi Motors | 32  | 18 | 5  | 5         | 2         | 6  | 16 | 20 | -4   |                                    |
| 8   | New Japan Steel   | 29  | 18 | 6  | 2         | 1         | 9  | 23 | 25 | -2   |                                    |
| 9   | Nippon Kokan      | 10  | 18 | 1  | 1         | 4         | 12 | 17 | 43 | -26  | Barrage promotion-relégation D1/D2 |
| 10  | Nissan            | 9   | 18 | 1  | 2         | 1         | 14 | 9  | 39 | -30  | Barrage promotion-relégation D1/D2 |

## Barrage promotion-relégation D1/D2
| JSL Division 1 | Aller           | Retour | JSL Division 2       |
| -------------- | --------------- | ------ | -------------------- |
| Nippon Kokan   | 0-0 (3-4 t.a.b) | 1-2    | Yamaha Motors        |
| Nissan Motors  | 4-1             | 2-1    | Toshiba Horikawa-cho |

Yamaha est promu en D1, NKK est relégué en D2.

## Classement des buteurs de la D1
| Joueur        | Nombre de buts |
| ------------- | -------------- |
| Ruy Ramos     | 14             |
| Hiroyuki Usui | 11             |

## Classement de la deuxième division
| Pos | Club                   | Pts | J  | V  | T.a.b (V) | T.a.b (D) | D  | Bp | Bc | Diff | Note                                              |
| 1   | Toshiba                | 48  | 18 | 10 | 3         | 2         | 3  | 36 | 23 | +13  | Barrage promotion-relégation D1/D2                |
| 2   | Yamaha Motors          | 47  | 18 | 10 | 2         | 3         | 3  | 33 | 19 | +14  | Barrage promotion-relégation D1/D2                |
| 3   | Fujitsu                | 47  | 18 | 11 | 0         | 3         | 4  | 29 | 18 | +11  |                                                   |
| 4   | Honda                  | 44  | 18 | 10 | 1         | 2         | 5  | 31 | 25 | +6   |                                                   |
| 5   | Yanmar Club            | 36  | 18 | 8  | 2         | 0         | 8  | 37 | 30 | +7   |                                                   |
| 6   | Tanabe Pharmaceuticals | 28  | 18 | 7  | 0         | 0         | 11 | 21 | 21 | 0    |                                                   |
| 7   | Toyota Motors          | 28  | 18 | 5  | 3         | 2         | 8  | 21 | 29 | -8   |                                                   |
| 8   | Kofu Club              | 26  | 18 | 5  | 2         | 2         | 9  | 26 | 42 | -16  |                                                   |
| 9   | Teijin S.C. Matsuyama  | 25  | 18 | 5  | 1         | 3         | 9  | 24 | 30 | -6   | Barrage promotion-relégation D2/Séries régionales |
| 10  | Sumitomo               | 14  | 18 | 2  | 3         | 0         | 13 | 15 | 36 | -21  | Barrage promotion-relégation D2/Séries régionales |

## Barrage promotion-relégation D2/Séries régionales
| JSL 2                 | Aller | Retour | Séries régionales   |
| --------------------- | ----- | ------ | ------------------- |
| Teijin S.C. Matsuyama | 2-1   | 1-1    | Kyoto Shiko Club    |
| Sumitomo              | 1-0   | 3-1    | Cosmo Oil Yokkaichi |

Aucune relégation en séries régionales. Yanmar Club, qui est l'équipe réserve de Yanmar Diesel se retire du championnat permettant la promotion en D2 de Cosmo Oil Yokkaichi.